# Mandy Mulder
Mandy Mulder (Poeldijk, 3 de agosto de 1987) es una deportista neerlandesa que compitió en vela en las clases Yngling, Elliott 6m y Nacra 17. 
Participó en dos Juegos Olímpicos de Verano, en los años 2008 y 2016, obteniendo una medalla de plata en Pekín 2008, en la clase Yngling (junto con Annemieke Bes y Merel Witteveen).
Ganó tres medallas en el Campeonato Europeo de Yngling entre los años 2006 y 2008, y una medalla de bronce en el Campeonato Europeo de Elliott 6m de 2011. Además, obtuvo una medalla de bronce en el Campeonato Mundial de Nacra 17 de 2015 y una medalla de oro en el Campeonato Europeo de Nacra 17 de 2013.

## Palmarés internacional
| Juegos Olímpicos   | Juegos Olímpicos         | Juegos Olímpicos  | Juegos Olímpicos |
| Año                | Lugar                    | Medalla           | Clase            |
| ------------------ | ------------------------ | ----------------- | ---------------- |
| 2008               | Pekín (China)            | Medalla de plata  | Yngling          |
| Campeonato Europeo |                          |                   |                  |
| Año                | Lugar                    | Medalla           | Clase            |
| 2006               | Medemblik (Países Bajos) | Medalla de plata  | Yngling          |
| 2007               | Warnemünde (Alemania)    | Medalla de plata  | Yngling          |
| 2008               | Blanes (España)          | Medalla de bronce | Yngling          |

| Campeonato Europeo | Campeonato Europeo   | Campeonato Europeo | Campeonato Europeo |
| Año                | Lugar                | Medalla            | Clase              |
| ------------------ | -------------------- | ------------------ | ------------------ |
| 2011               | Helsinki (Finlandia) | Medalla de bronce  | Elliott 6m         |

| Campeonato Mundial | Campeonato Mundial | Campeonato Mundial | Campeonato Mundial |
| Año                | Lugar              | Medalla            | Clase              |
| ------------------ | ------------------ | ------------------ | ------------------ |
| 2015               | Aarhus (Dinamarca) | Medalla de bronce  | Nacra 17           |
| Campeonato Europeo |                    |                    |                    |
| Año                | Lugar              | Medalla            | Clase              |
| 2013               | Dervio (Italia)    | Medalla de oro     | Nacra 17           |